# Podeni
Podeni (in ungherese Székelyhidas) è un comune della Romania di 1018 abitanti, ubicato nel distretto di Mehedinți, nella regione storica dell'Oltenia. 
Il comune è formato dall'unione di 3 villaggi: Gornenți, Mălărișca, Podeni.